# Miru
miru (みる 29 tháng 11 năm 1999 –) là một nữ diễn viên khiêu dâm người Nhật Bản. Cô thuộc về công ti C-more ENTERTAINMENT. Tên cũ của cô là Sakamichi Miru (坂道 みる) và đã đổi thành miru vào ngày 7/5/2021.

## Sự nghiệp
Cô sinh ra tại Gifu. Tháng 8/2018, cô ra mắt ngành phim khiêu dâm với tư cách là nữ diễn viên độc quyền cho S1.
Tháng 11/2018, cuộc bầu cử cho tên người hâm mộ của cô được diễn ra trên Twitter và cô đã chọn Mirukko (みるっこ). Người hâm mộ nữ sẽ tên là Mirujo (みるじょ).
1/3/2019, cô được đề cử cho giải Nữ diễn viên mới tốt nhất của Giải thưởng phim người lớn FANZA 2019. Cô nhận giải Nữ diễn viên mới nổi bật vào ngày 12/5.
7/5/2021, cô thông báo chuyển công ti chủ quản từ T-Powers sang C-more ENTERTAINMENT. Cô cũng đổi tên diễn thành miru.
Ngày 9/11 cùng năm, cô được chọn làm chiến binh gợi cảm thực tế ảo (đại diện cho S1) tại "Chiến dịch kỉ niệm 5 năm video thực tế ảo" của FANZA.
Tháng 3/2022, cô trở thành nữ diễn viên quảng cáo cho "Lễ hội Pant mùa xuân" của FANZA. Tháng 5/2022, cô xếp thứ 37 trong cuộc "bầu cử nữ diễn viên phim khiêu dâm SEXY đang hoạt động" 2022 của Asahi Geino.
Từ đầu tháng 5/2023, cô ngừng sử dụng mạng xã hội vì sức khỏe kém và mâu thuẩn trong gia đình. Sau khi khỏe lại vào ngày 20/6, cô đã thông báo rằng cô "sẽ trở thành số 1 trong ngành phim khiêu dâm".
19/6, phim của cô "Ngày tạ ơn người hâm mộ S1" (エスワンファン感謝祭) (bản đĩa Blu-ray) đã lần đầu xếp thứ nhất trong bảng xếp hạng bán hàng qua bưu điện của FANZA hàng tuần. Bản đĩa DVD cũng đã xếp thứ 4. Phim tiếp tục xếp thứ nhất trong tuần ngày 26/6 (bản đĩa DVD xếp thứ 5). Ngày 17/7, phim này cũng đã xếp thứ nhất trong bảng xếp hạng sàn video FANZA hàng tuần.

## Đời tư
- Sở thích của cô là xem phim.[1] Khi năng đặc biệt của cô là làm bánh kẹo.[1] Cô thường xem Nippon TV tại nhà từ khi thức dậy đến khi đi ngủ vì thói quen từ nhỏ của cô.[13]
- Khi cô là sinh viên, cô làm việc bán thời gian ở một cửa hàng FamilyMart. Thêm vào đó, cô đã từng tập thể dục nhiều[14] và người ta nói rằng vì thế nên cô có thể giữ chắc người trong tư thế 90 độ (cowgirl).[15] Cô được nói là người rất có tài năng tập thể dục, nhưng cô đã từ bỏ nó sau khi không thể lộn ngược người.[15]
- Lần quan hệ tình dục đầu tiên của cô là vào mùa đông năm hai trung học cơ sở.[16]
- Nhà văn phim khiêu dâm Kochi Katsutoshi đặt cho cô những cái tên "con gái của SEX", "thiên tài tư thế 90 độ" và "Máy nghiền tốc độ cao nơi người thường có thể vật vã trong nhiều giây".[16]
- Cô không thích tự tìm kiếm bản thân, nên cô không làm thế. Trước khi vào ngành, cô nghe rằng cô sẽ bị bàn tán nhiều, nên cô không muốn làm thế.[15]
- Cô thông báo cô là một HSP (người nhạy cảm) đối với luật phim khiêu dâm và luật giảm thiểu phim khiêu dâm mới của Nhật Bản.[17]